# شلینگ ۱۲۶۶۱
سیارک ۱۲۶۶۱ (به انگلیسی: 12661 Schelling، نامگذاری:1976DA1) دوازده هزار و ششصد و شصت و یکمین سیارک کشف شده‌است که در ۲۷ فوریه ۱۹۷۶ کشف شد.
قدر مطلق سیارک برابر ۱۴٫۸۰ است.